# (461) Saskia
(461) Saskia – planetoida z pasa głównego asteroid.

## Odkrycie
Została odkryta 22 października 1900 roku w Landessternwarte Heidelberg-Königstuhl w Heidelbergu przez Maxa Wolfa. Nazwa planetoidy pochodzi od Saskii van Uylenburgh, żony Rembrandta. Przed jej nadaniem planetoida nosiła oznaczenie tymczasowe (461) 1900 FP.

## Orbita
(461) Saskia okrąża Słońce w ciągu 5 lat i 190 dni w średniej odległości 3,12 j.a. Należy do planetoid z rodziny Themis.